# Arceuthobium strictum
Arceuthobium strictum är en sandelträdsväxtart som beskrevs av Hawksw. & Wiens. Arceuthobium strictum ingår i släktet Arceuthobium och familjen sandelträdsväxter. Inga underarter finns listade i Catalogue of Life.